# Юмпусьяха
Юмпусьяха (устар. Юмпусь-Яга) — река в России, протекает по территории Надымского района Ямало-Ненецкого автономного округа. Устье реки находится в 28 км по правому берегу реки Катычияха. Длина реки — 23 км.

## Данные водного реестра
По данным государственного водного реестра России относится к Нижнеобскому бассейновому округу, водохозяйственный участок реки — Надым, речной подбассейн реки — подбассейн отсутствует. Речной бассейн реки — Надым.